# 萊姆巴赫河 (伍珀河支流)
51°16′16″N 7°11′45″E / 51.271086°N 7.195719°E

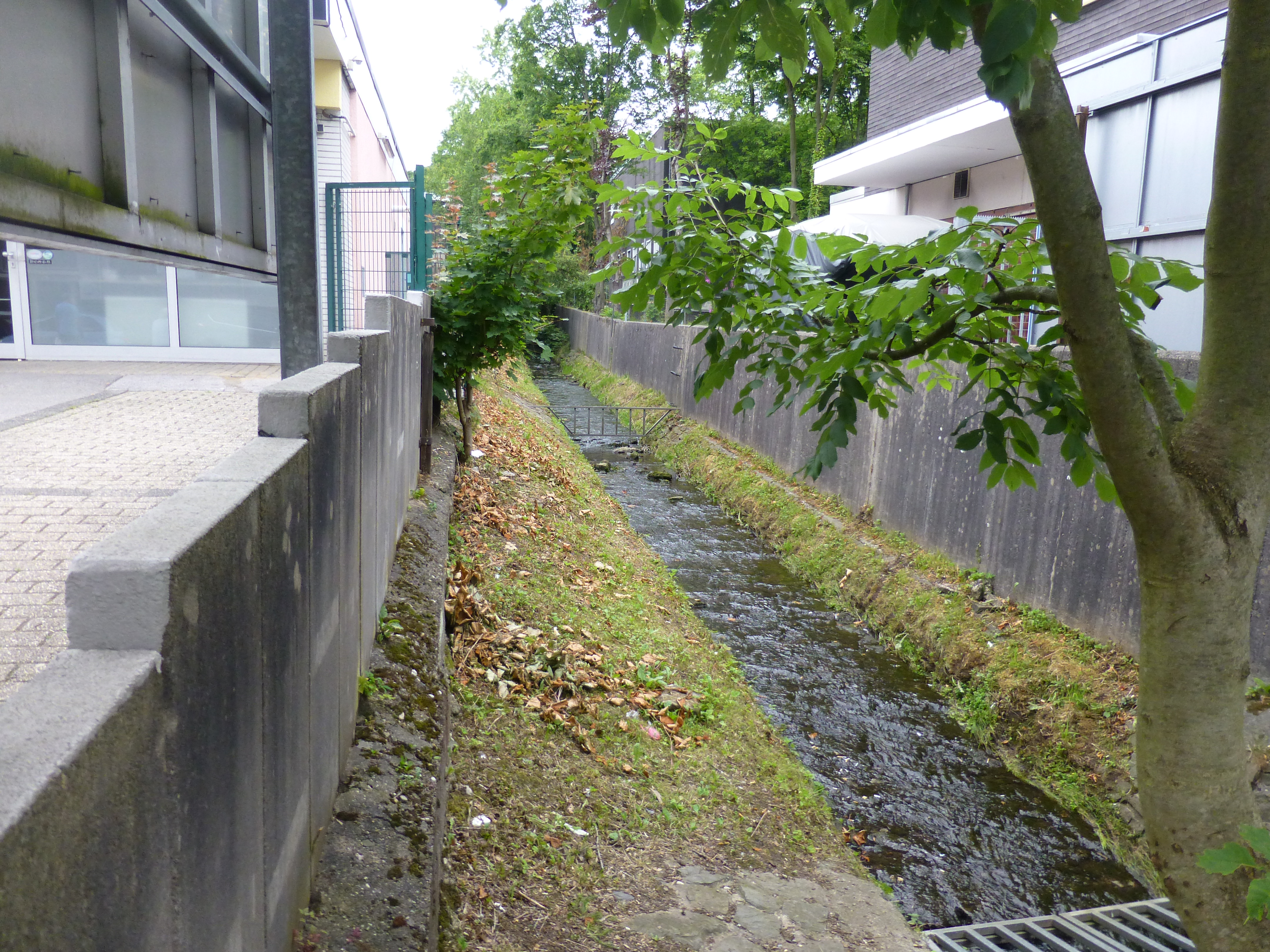

萊姆巴赫河（德語：Leimbach），是德國的河流，位於該國西部，處於北萊茵-威斯特法倫州，屬於伍珀河的支流，河道全長3.3公里，流域面積2.6平方公里。